# Plan Worek

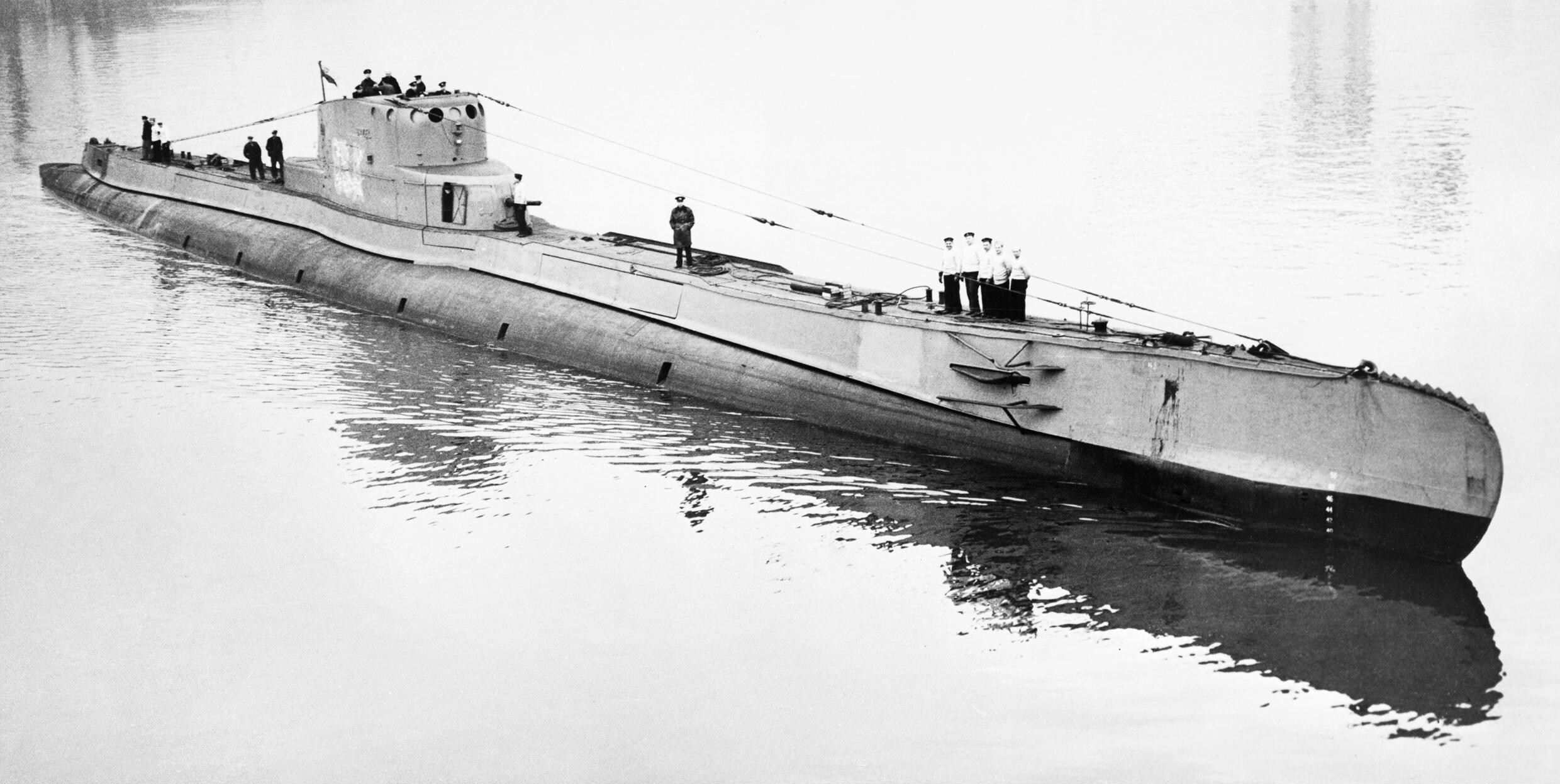
ORP Orzeł (85A). W planie Worek zajmował sektor wewnątrz Zatoki Gdańskiej i stanowił odwód dowództwa floty.

Plan Worek – opracowany w 1939 roku plan operacyjny polskich okrętów podwodnych przewidziany na wypadek wojny z Niemcami. Podstawowym założeniem planu była obrona Helu przed spodziewanym niemieckim desantem morskim na Rejon Umocniony Hel jako główną bazę morską floty. Praktyka pierwszych dni wojny potwierdziła nierealność założeń planu. Oparty na niemieckim planie dookrężnej obrony Helu z czasów I wojny światowej, miał charakter wybitnie defensywny i pasywny. Przystąpienie do jego realizacji uniemożliwiło wykorzystanie zalet i możliwości okrętów podwodnych na wodach płytkich oraz wykonywanie zadań, do których były na Bałtyku predestynowane. W wyniku rozmieszczenia na przewidzianych planem pozycjach na małym obszarze w bezpośredniej strefie przybrzeżnej i pozbawienia ich aktywnej roli ofensywnej, wszystkie polskie okręty podwodne były wykrywane, śledzone i atakowane przez niemieckie jednostki nawodne i lotnictwo, a incydentalnie także przez U-Booty. Wszystkie zostały też uszkodzone. Błędne założenia tego planu leżały u podstaw całkowitego niepowodzenia polskich działań podwodnych w ramach wojny obronnej 1939 roku.

## Założenia
Na polecenie dowódcy floty, wiosną i latem 1939 roku dowódca Dywizjonu Okrętów Podwodnych kmdr por. Aleksander Mohuczy opracował wraz ze swoim sztabem dwa warianty planu operacyjnego użycia podległych sobie jednostek na wypadek wojny z Niemcami. Pierwszy z nich zakładał gwiaździste rozmieszczenie okrętów podwodnych wokół Półwyspu Helskiego i zachodniej części Zatoki Gdańskiej, celem obrony dostępu do Helu. Ów zamiar taktyczny dowódcy dywizjonu opatrzono kryptonimem „Worek”. Według drugiego planu operacyjnego o nazwie „Burza”, którego założeniem było zwalczanie konwojów niemieckich między Świnoujściem a Prusami Wschodnimi, trzy okręty podwodne typu Wilk miały postawić aktywne zagrody minowe na południowym Bałtyku między Rozewiem a Bornholmem i Oderbank, a trawersem Świnoujścia. Jeden z okrętów typu Orzeł miał znajdować się w Zatoce Gdańskiej na wysokości Piławy, drugi zaś w rezerwie gotowy do natychmiastowego wyjścia w morze po wykryciu nieprzyjaciela.
Krótko przed wybuchem wojny dowódca floty zatwierdził jako obowiązujący na wypadek wojny plan „Worek”. Przygotowany przez dowództwo dywizjonu plan „Worek”, wraz z komplementarnym planem „Rurka”, został sygnowany 24 sierpnia 1939 roku przez dowódcę floty admirała Józefa Unruga. Tym samym, przyjmując właśnie ten wariant działań, dowództwo floty zrezygnowało z ofensywnego wykorzystania okrętów podwodnych, polegającego na samodzielnym poszukiwaniu celów, swobodnym manewrowaniu i atakowaniu okrętów i transportowców przeciwnika. Wpływ na to miał zapewne rozkaz nie pojmującego spraw morskich marszałka Edwarda Rydza-Śmigłego do kontradmirała Świrskiego z 26 lipca 1939 roku, w którym nakazywał „przeszkadzać w komunikacji morskiej między Rzeszą a Prusami Wschodnimi, bronić Helu jako zasadniczej bazy dla Marynarki Wojennej, bronić Gdyni”. Narzucona w jakimś stopniu strategia opierała się na słusznym skądinąd założeniu, że bazy są niezbędne do skutecznego działania floty, jednak w specyficznych warunkach wojny z Niemcami w 1939 roku ich obrona przekraczała możliwości floty, zaś Hel i Gdynia nie były twierdzami morskimi. Generalny Inspektor Sił Zbrojnych dał się jednak przekonać kontradmirałowi Świrskiemu do wysłania trójki niszczycieli do Wielkiej Brytanii, z zastrzeżeniem, iż ORP „Wicher” i „Gryf” mają pozostać w kraju.
Plan operacyjny ustalał cele działania polskich okrętów podwodnych na wypadek wojny z III Rzeszą, jednostki niezbędne do jego wykonania, a także zasady ich działania. Założeniem planu było przeciwdziałanie niemieckiemu desantowi na Rejon Umocniony Hel jako główną bazę floty. Celem uniemożliwiania ataku na Hel od strony morza postanowiono o utworzeniu złożonej z pięciu okrętów podwodnych „stałej zagrody” na przedpolu bazy, wokół Półwyspu Helskiego i zachodniej części Zatoki Gdańskiej, w ściśle określonych sektorach dozorowania. W myśl planu, zadaniem polskich jednostek podwodnych było wykonywanie w ich sektorach ataków torpedowych na większe okręty ostrzeliwujące Hel z maksymalnych odległości lub na okręty wsparcia ogniowego podczas próby wysadzenia desantu na półwyspie.

## Rozmieszczenie

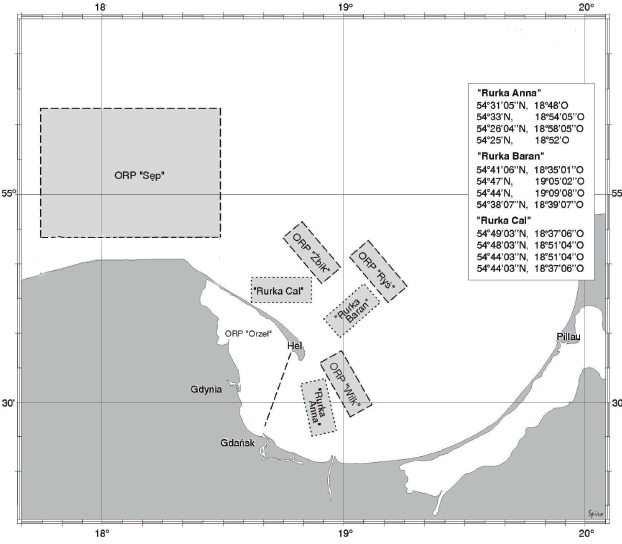
Plan Worek – rozmieszczenie polskich okrętów podwodnych wokół Półwyspu Helskiego oraz sektory minowania „Rurka Cal”, „Rurka Baran” i „Rurka Anna”.

Uzupełnieniem planu Worek był opracowany i podpisany przez dowódcę DOP rozkaz „Sygnałowy 1", który przydzielał sektory operacyjne okrętów podwodnych ORP Sęp, Ryś, Żbik, Wilk oraz Orzeł na przedpolu bazy Hel oraz wskazywał miejsca ładowania baterii akumulatorów. Rozkaz określał również seanse łączności na falach krótkich (KF) i falach długich (DF) w relacji okręt-brzeg. Mimo że zachowało się bardzo niewiele dokumentów z tamtego czasu, należy przyjąć, że dokumenty operacyjne planu Worek musiały zawierać „mapę kwadratów”, czyli mapę Bałtyku podzieloną na ponumerowane kwadraty oraz „szablony”, które pozwalały w oparciu o podane punkty geograficzne i kurs wykreślić na mapie sektor działania okrętu
Sektor okrętu ORP „Orzeł” znajdował się wewnątrz Zatoki Gdańskiej – w Zatoce Puckiej – obejmował obszar do linii Jastarnia – ujście Wisły. Na wschód od tej linii miał operować ORP „Wilk” – w sektorze numer 27. Pozostałe trzy okręty otrzymały sektory na północ od Mierzei Helskiej; ORP „Sęp” między południkami latarni morskiej Stilo od zachodu i 18°30′ od wschodu, na północy zaś równoleżnikiem 55°12′, 5 do 10 mil morskich na północ od Rozewia, zaś ORP „Żbik” (sektor 50) i ORP „Ryś” (sektor 35) w kierunku południowo-wschodnim od sektora „Sępa”.
Celem uniknięcia wzajemnych nieporozumień, każda z jednostek otrzymała oddzielne sektory dla nocnego ładowania akumulatorów. ORP „Sęp” mógł ładować akumulatory w swoim sektorze – dopuszczono jednak opuszczenie w tym celu sektora, nie dalej jednak niż do 55°25′N, czyli 13 mil morskich na północ od granicy sektora. ORP „Orzeł” miał wyznaczone miejsce ładowania w zachodniej części Zatoki Puckiej, „Wilk” na redzie Helu, „Żbik” i „Ryś” – na północny wschód od swoich sektorów. Jednostkom typu Wilk wyznaczono sektory według szyfrowanego schematu, natomiast okrętom typu Orzeł sektory wyznaczono współrzędnymi geograficznymi. Wszystkie jednostki otrzymały informacje o akwenach zagrożonych własnymi minami w kopercie oznaczonej jako „Rurka”. Właściwy rozkaz „Rurka” składał się z trzech części „Rurka Anna”, „Rurka Baran”, „Rurka Cal”, które dotyczyły postawienia zagród minowych w rejonach o określonych współrzędnych geograficznych. Zagrody minowe wraz z okrętami podwodnymi w przypisanych sektorach, stanowić miały możliwie szczelną osłonę półwyspu. Stawianie min mogło jednak odbyć się wyłącznie na rozkaz z lądu.

## Zasady prowadzenia walki
Działania miały obejmować wykonywanie ataków torpedowych na wojenne okręty niemieckie ostrzeliwujące Hel lub biorące udział w desancie. Zgodnie z zasadami prawa międzynarodowego, atak na statki był – według planu – dozwolony wówczas, gdy jednostka byłaby uzbrojona lub płynęła w konwoju. W innych przypadkach należało zapewnić załodze możliwość ewakuacji, co zmuszało atakujący okręt do wynurzenia i narażało go na wykrycie oraz zniszczenie.

## Realizacja
Do realizacji planu przystąpiono jeszcze w dniu 1 września 1939 roku. W kilka godzin po ataku III Rzeszy na II Rzeczpospolitą Polską drogą radiową rozkazano dowódcom polskich okrętów podwodnych otwarcie kopert zawierających plan działania o kryptonimie „Worek”. Najpóźniej, bo pod wieczór 1 września, do swego odległego sektora przybył ORP „Sęp”. Wszystkie okręty dokonały kilku prób ataku na siły wroga, jednak wobec przewagi nieprzyjaciela i silnego zagrożenia ze strony niemieckiego lotnictwa były one zupełnie bezskuteczne. Polskie okręty były wielokrotnie atakowane bombami głębinowymi.
Skuteczność działania polskich okrętów została poważnie ograniczona ze względu na usunięcie z nich aparatury nasłuchowej, przez co pozostawały one narażone na przypadkowy kontakt z przeciwnikiem, np. przy wynurzeniach. Dodatkowym ograniczeniem był zakaz atakowania mniejszych okrętów, rzekomo spowodowany relacją kosztów torped do wartości atakowanego celu.
W wyniku tego jedynie ORP „Sęp” wykonał nieudany atak na niemiecki niszczyciel. Rozkaz ataku na niemieckie pancerniki dla ORP „Orzeł” nie dotarł z powodu zanurzenia okrętu. W wyniku zaminowania akwenów przez polskie okręty (ORP „Żbik”, „Ryś” i „Wilk”) zatonął trałowiec M-85 na północ od Helu pod koniec obrony tego portu.
Wobec braku możliwości dokonania skutecznych ataków, ciągłego nękania przez wrogie lotnictwo i okręty oraz rosnącej liczby usterek technicznych, dowódcy kolejnych jednostek decydowali się na opuszczenie swych sektorów i tym samym przerwanie realizacji planu „Worek”. ORP „Ryś”, „Sęp” oraz „Żbik” zostały internowane przez Szwecję. ORP „Orzeł” został przejściowo internowany w Estonii, jednak po ucieczce przedostał się do Anglii. ORP „Wilk” dopłynął do Anglii po opuszczeniu Morza Bałtyckiego.
Większość polskich okrętów została zgłoszona przez Niemców jako zatopione. Wynikało to z tego, że były atakowane przez U-Booty torpedami z zapalnikami magnetycznymi. Wadliwe ich działanie powodowało przedwczesny wybuch, dając tym samym możliwość ucieczki polskim jednostkom. Na podstawie śladów m.in. plam ropy, części wyposażenia itp. błędnie raportowano zniszczenie okrętów.